# Эко Юли Ираван
Эко Юли Ираван (индон. Eko Yuli Irawan; род. 24 июля 1989 года) — индонезийский тяжелоатлет, чемпион мира 2018 года, 4-кратный призёр Олимпийских игр (2008, 2012, 2016, 2020), многократный призёр чемпионатов мира и Азиатских игр. Один из пяти тяжелоатлетов в истории, завоевавших 4 олимпийские медали, и единственный представитель Азии среди них.

## Карьера
Первым успехом Иравана стала золотая медаль в 14 лет на юношеском чемпионате Азии до 17 лет 2003 года, серебряная медаль на молодёжном чемпионате Мира 2007 года. Год спустя на тех же соревнованиях он уже выиграл золото, а на взрослом чемпионате мира в Таиланде стал бронзовым призёром, подняв суммарный вес 278 кг.
Через год, на Олимпиаде в Пекине индонезиец выступал в категории до 56 кг и завоевал бронзовую награду. В рывке он поднял 130 кг, в толчке — 158, что принесло ему третью сумму 288 кг.
После Олимпиады Ираван перешёл в более тяжёлую весовую категорию до 62 кг. В новой категории он быстро освоился, и уже в 2009 году завоевал серебро на чемпионате мира с результатом 315 кг (140+175).
Два года спустя в Париже Ираван завоевал бронзовую медаль, а на Универсиаде в Шэньчжэне он стал сильнейшим, подняв суммарно 310 кг.
На второй Олимпиаде в карьере индонезиец вновь остался на третьей ступени подиума. После рывка он шёл вторым, но в толчке проиграл 5 кг установившему олимпийский рекорд колумбийцу Фигероа и уступив ему по сумме двух упражнений по большему личному весу.
В начале ноября 2018 года на чемпионате мира в Ашхабаде, индонезийский спортсмен, в весовой категории до 61 кг, завоевал золотую медаль мирового первенства, сумев взять общий вес 317 кг. В рывке и толчке индонезийцу также не было равных.
В сентябре 2019 года на чемпионате мира в Паттайе, индонезийский спортсмен, в весовой категории до 61 кг, завоевал серебряную медаль набрав в сумме двоеборья 306 кг. В упражнение рывок он завоевал малую серебряную медаль (140 кг).
На чемпионате мира 2022 года в Боготе, в Колумбии в категории до 61 кг завоевал серебряную медаль по сумме двух упражнений с результатом 300 кг, также в его копилке малая серебряная в толчке и малая бронзовая медаль в рывке.
В Саудовской Аравии, где состоялся Чемпионат мира по тяжёлой атлетике 2023 года, индонезийский спортсмен в категории до 67 кг, выступая в финале В, завоевал серебро чемпионата мира с результатом 321 кг по сумме двух упражнений. Малая серебряная медаль в рывке также досталась ему. 